# Fela Sowande
Olufela Obafunmilayo Sowande (Abeokuta, Nigéria, Maio de 1905 - Ohio, Estados Unidos, 1987) foi um músico e compositor nigeriano. Considerado o pai da moderna arte musical nigeriana, Sowande é talvez o africano compositor de obras europeias mais conhecido internacionalmente,

## Artigos sobre Fela Sowande
- Sowande, Fela (1971). "Black Folklore." Black Lines: A Journal of Black Studies (special issue: Black Folklore), v. 2, no. 1 (Fall 1971), pp. 5-21.

## Livros sobre Fela Sowande
- Cole, Bill (2001). John Coltrane. Da Capo Press. ISBN 030681062X.
- Sadoh, Godwin (2007). The Organ Works of Fela Sowande: Cultural Perspectives. iUniverse. ISBN 0595473172.